# Polhovica
Polhovica je naselje v Občini Šentjernej. Leži na nadmorski višini 185–190 m nad potokom Črnivec, nedaleč od njegovega izliva v reko Krko. Vas je ime dobila po polhih.
Vas je bila prvič omenjena leta 1291 kot freisinški fevd z imenom Polhacz. Naslednja pisna omemba kraja sega v leto 1392, ko je v njem stal dvor »Hof zu Pilchberg«. Njegov lastnik je bil Hans von Pilchperg (poslovenjeno »Ivan Polhovski«). Gradič je bil nazadnje omenjen leta 1424, danes pa ni več znan kraj njegove lokacije. Leta 1526 je bila prvič pisno omenjena cerkev Sv. Žige, ki je tedaj stala še izven vasi.
Po podatkih iz leta 2003 je v vasi živelo 41 prebivalcev, obsegala pa je 13 hiš.